# Amybeth McNulty
Amybeth McNulty là một nữ diễn viên người Canada gốc Ireland. Cô được biết đến với vai nữ chính Anne Shirley trong bộ phim truyền hình dài tập Anne with an E (2017-2019) của đài CBC / Netflix, dựa trên cuốn tiểu thuyết Anne tóc đỏ dưới chái nhà xanh năm 1908 của Lucy Maud Montgomery.

## Thuở ấu thơ
McNulty sinh ngày 7 tháng 11 năm 2001 tại Letterkenny, Donegal, Ireland. Cô là con một trong gia đình có cha là người Ireland và mẹ là người Canada. Vì tính chất công việc nên từ nhỏ cô đã phải theo học chương trình giáo dục tại gia.

## Nghề nghiệp
McNulty bắt đầu sự nghiệp biểu diễn từ rất sớm, từ các buổi biểu diễn ba lê nghiệp dư tại Nhà hát An Grianán ở Letterkenny, tới các vở nhạc kịch của nhà văn kiêm nhà soạn nhạc Paul Boyd. Trước đây cô đã xuất hiện trong loạt phim Agatha Raisin (2014) và RTÉ One Clean Break, The Sparticle Mystery (2015), Morgan (2016).
Giai đoạn 2017 - 2019, cô đóng vai Anne Shirley trong bộ phim truyền hình dài tập Anne with an E của đài CBC / Netflix, dựa trên cuốn tiểu thuyết Anne tóc đỏ dưới chái nhà xanh năm 1908 của Lucy Maud Montgomery. Cô đã đánh bại hơn 1.800 cô gái khác trên toàn thế giới trong buổi thử vai để được chọn vào vai diễn này.
Năm 2020, McNulty xác nhận rằng cô sẽ đảm nhận vai chính trong phim Maternal, bộ phim đầu tay của nữ đạo diễn kiêm diễn viên Megan Follows.

## Đời tư
Tháng 6 năm 2020, McNulty công khai mình là người song tính. Hiện tại, cô đang bận rộn với việc xây dựng sự nghiệp diễn xuất của mình và không hẹn hò với ai.

## Giá trị tài sản ròng
Giá trị tài sản ròng của McNulty được báo cáo là khoảng 0,5 triệu đô la vào đầu năm 2020.

## Đóng phim

### Phim điện ảnh
| Năm  | Tiêu đề             | Vai trò          | Ghi chú |  |
| ---- | ------------------- | ---------------- | --- |  |
| 2014 | A Risky Undertaking | Ariadne Pleasant | |  |
| 2016 | Morgan              | Morgan (10 tuổi) | |  |
| 2020 | Maternal            | Charlie McLeod   | Diễn viên chính. McNulty đóng cùng Megan Follows, người đóng vai Anne Shirley trong phiên bản năm 1985 của Anne tóc đỏ dưới chái nhà xanh |  |
| 2020 | Black Medicine      | Áine             | Diễn viên chính. Ainé là một thiếu niên người Ireland nghiện rượu và ma túy.                                                              |  |

### Phim truyền hình
| Năm       | Tiêu đề        | Vai trò        | Ghi chú                               |
| --------- | -------------- | -------------- | ------------------------------------- |
| 2014      | Agatha Raisin  | Agatha lúc nhỏ | 1 tập                                 |
| 2015      | Clean Break    | Jenny Rane     | 4 tập                                 |
| 2015      | Bí mật vũ trụ  | Sputnik        | Tập: "The Fisher Girls" và "The Raid" |
| 2017–2019 | Anne với chữ E | Anne Shirley   | Diễn viên chính; 27 tập, 3 phần       |

## Giải thưởng và đề cử
| Năm  | Giải thưởng                | thể loại                                                                 | Công việc được đề cử | Kết quả   | Tham khảo |
| ---- | -------------------------- | ------------------------------------------------------------------------ | -------------------- | --------- | --------- |
| 2019 | Giải thưởng màn ảnh Canada | Nữ diễn viên chính xuất sắc nhất, phim truyền hình dài tập xuất sắc nhất | Anne with an E       | Đoạt giải | [ 8 ]     |
| 2019 | Giải thưởng ACTRA Toronto  | Diễn xuất nổi bật - Nữ                                                   | Anne with an E       | Đoạt giải | [ 9 ]     |
| 2020 | Giải thưởng màn ảnh Canada | Nữ diễn viên chính xuất sắc nhất, phim truyền hình dài tập xuất sắc nhất | Anne with an E       | Đề cử     |           |